# Acherosoma hadzii
Acherosoma hadzii är en mångfotingart som beskrevs av Pius Strasser 1966. Acherosoma hadzii ingår i släktet Acherosoma, och familjen Haasiidae. Inga underarter finns listade.